# 에드 티그펜
에드 티그펜(영어: Ed Thigpen, 1930년 12월 28일 ~ 2010년 1월 13일)은 1959년부터 1965년까지 오스카 피터슨 트리오와 함께 작업한 것으로 가장 잘 알려진 미국의 재즈 드러머였다. 티그펜은 또한 빌리 테일러 트리오와 1956년부터 1959년까지 공연했다.

## 생애
일리노이주 시카고에서 태어난 티그펜은 로스엔젤레스에서 자랐고 토머스 제퍼슨 고등학교에 다녔다. 여기에는 아트 파머, 덱스터 고든, 치코 해밀턴도 다녔다.

## 수상 및 공로
티그펜은 2002년에 퍼커시브 아트 소사이어티 명예의 전당에 헌액되었다.